# Mauricio Héctor Pineda
Mauricio Héctor Pineda (Buenos Aires, 13 de juliol de 1975) és un exfutbolista argentí, que ocupava la posició d'extrem esquerre.
Hi va començar a destacar a l'CA Huracán, d'on passa al Boca Juniors. El 1996 dona el salt a Europa per jugar amb la Udinese Calcio. Però, no s'acaba d'adaptar al conjunt italià, que el cedeix al RCD Mallorca, al Nàpols i al Càsser. El 2003 retorna al seu país per militar al CA Lanús, retirant-se eixe mateix any.
Ha estat internacional amb l'Argentina en 12 ocasions, tot marcant un gol. Va participar en els Jocs Olímpics d'Atlanta 1996, en la Copa Amèrica de 1997 i al Mundial de 1998.